# 巴尔戈吉纳
巴尔戈吉纳，是西班牙加泰罗尼亚巴塞罗那省的一个市镇。总面积22平方公里，总人口2746人（2013年），人口密度125人/平方公里。